# ルディ・ゲイ
ルディ・カールトン・ゲイ・ジュニア（Rudy Carlton Gay, Jr., 1986年8月17日 - ）はアメリカ合衆国メリーランド州ボルティモア出身のバスケットボール選手。ポジションはスモールフォワード。身長203cm、体重104kg。

## 経歴

### 学生時代
高校時代にマクドナルドやパレード誌のオールアメリカンチームに選出されたゲイは、コネチカット大学に進学。恵まれた身体能力を活かしたプレイで1年目から先発に定着し、ジョージタウン大学のジェフ・グリーンとともにビッグイーストカンファレンスの新人王に選ばれた。2005年夏にはアメリカ代表としてU-21世界選手権に出場。2005-06シーズンには15.2得点のアベレージを残し、AP通信選出のオールアメリカンセカンドチームなどに選ばれた。3年生には進級せず、2006年のNBAドラフトにアーリーエントリーした。

### カレッジ成績
| シーズン | チーム           | GP | GS | MPG  | FG%  | 3P%  | FT%  | RPG | APG | SPG | BPG | PPG  |
| -------- | ---------------- | -- | -- | ---- | ---- | ---- | ---- | --- | --- | --- | --- | ---- |
| 2004–05  | コネチカット大学 | 31 | 26 | 28.8 | .462 | .467 | .708 | 5.4 | 1.5 | .8  | 1.9 | 11.8 |
| 2005–06  | コネチカット大学 | 33 | 33 | 30.8 | .461 | .318 | .732 | 6.4 | 2.1 | 1.8 | 1.6 | 15.2 |
| Career   |                  | 64 | 59 | 29.8 | .461 | .378 | .721 | 5.9 | 1.8 | 1.3 | 1.7 | 13.6 |

### NBA

#### メンフィス・グリズリーズ
ドラフトにてヒューストン・ロケッツから1巡目8位指名を受けてNBA入りを果たすも、直後にシェーン・バティエとの交換でストロマイル・スウィフトとともにメンフィス・グリズリーズにトレードされた。好選手バティエを出してまでトレードしたことは、グリズリーズのゲイに対する期待の高さの表れであった。ルーキーイヤーとなった06-07シーズンは78試合に出場し、10.8得点4.5リバウンドのアベレージを残し、オールルーキーファーストチームに選出された。
その後、シーズン平均20点前後のアベレージの記録し、2010年夏に5年9000万ドルの大型契約を結んだ。
2010-11シーズンは左肩の怪我でシーズン終盤を欠場。しかしチームはゲイを失いながらもウェスタンカンファレンス8位で2006年以来のプレーオフ進出を果たし、1回戦で第一シードのサンアントニオ・スパーズを下し、続くオクラホマシティ・サンダーを相手にも激戦を繰り広げた。翌2011-12シーズンプレーオフは、ゲイにとって初のプレーオフとなったが、1回戦でロサンゼルス・クリッパーズに屈した。

#### トロント・ラプターズ
2012-13シーズンは不振に陥り、前年度よりアベレージを3点近く落とし、13年1月にデトロイト・ピストンズ、トロント・ラプターズが絡んだ三角トレードでラプターズに放出された。

#### サクラメント・キングス

##### 2013–14シーズン
2013年12月9日、クインシー・エイシー、アーロン・グレイと共に、グレイビス・バスケス、ジョン・サーモンズ、チャック・ヘイズ、パトリック・パターソンとの交換でサクラメント・キングスに放出された。2014年1月22日、ニューオーリンズ・ペリカンズ戦で、キャリアハイに並ぶ41得点を記録した。2013年中に3チームをたらい回しにされた背景には、ゲイ自身のリーダーシップの欠如などが指摘されている。

##### 2014–15シーズン
2014年6月22日、1930万ドルの2014-15シーズン、プレーヤーオプション契約を履行した。2014年10月31日,ポートランド・トレイルブレイザーズ戦で40得点を記録し、103–94での勝利に貢献した。2014年11月19日、キングスと3年3000万ドルで契約を延長した。3月30日のメンフィス・グリズリーズ戦で嘗てのチームメイトのマルク・ガソルと衝突した後の脳震盪から来る頭痛により、シーズン最終9試合の内8試合を欠場した。シーズンとしては68試合に出場し平均21.1得点、5.9リバウンド、3.7アシストを記録し、好成績シーズンの一つとなった。

##### 2015–16シーズン
2015年11月25日、ミルウォーキー・バックス戦でシーズンハイとなる 36得点を記録した。2015年12月15日のヒューストン・ロケッツ戦で、17得点、13リバウンド、、3アシスト、1ブロックに加え、キャリアハイとなる6スティールを記録した。
2017年1月18日、ゴールデン1センターで行なわれたインディアナ・ペイサーズ戦の第3クォーターに左足を負傷し、1月19日、MRI検査の結果、左アキレス腱完全断裂の重傷を負ったことが発表された。 この時点で30試合（全試合先発）に出場し、平均18.7得点、6.3リバウンド、2.8アシスト、0.9ブロックを記録していた。

#### サンアントニオ・スパーズ
2017年7月6日、サンアントニオ・スパーズと2年1720万ドルで契約した。
2017年12月28日、右踵の損傷により, 2週間あまりの欠場となった。スパーズでの1シーズン目は57試合に出場し、平均11.5得点、5.1リバウンドの記録を残した。プレーオフでは、レナードの完全離脱によって、5試合中4試合でスターターとして出場し、出場時間もレギュラーシーズンから大幅に増え平均32分出場で、12.2得点、5.6リバウンド、プレーオフ自己最多の2.2アシストを記録した。オフシーズンに、2018-2019シーズン契約のプレーヤーオプションを破棄しフリーエージェントとなったが、スパーズと1年1000万ドルで再契約した。

#### ユタ・ジャズ
2021年8月6日、ユタ・ジャズと契約した。

### オクラホマシティ・サンダー
2023年7月7日、2026年ドラフト2巡目指名権と共に、ジョン・コリンズと交換でアトランタ・ホークスにトレードされた。7月12日、パティ・ミルズ と交換で、タイタイ・ワシントン、 ウスマン・ガルバ、 2026年ドラフト2巡目指名権と共に、オクラホマシティ・サンダーにトレードされた。7月20日、解雇された。

## NBA個人成績

### レギュラーシーズン
| シーズン | チーム | GP   | GS  | MPG  | FG%  | 3P%  | FT%  | RPG | APG | SPG | BPG | PPG  |
| -------- | ------ | ---- | --- | ---- | ---- | ---- | ---- | --- | --- | --- | --- | ---- |
| 2006–07  | MEM    | 78   | 43  | 27.0 | .422 | .364 | .727 | 4.5 | 1.3 | .9  | .9  | 10.8 |
| 2007–08  | MEM    | 81   | 81  | 37.0 | .461 | .346 | .785 | 6.2 | 2.0 | 1.4 | 1.0 | 20.1 |
| 2008–09  | MEM    | 79   | 78  | 37.3 | .453 | .351 | .767 | 5.5 | 1.7 | 1.2 | .7  | 18.9 |
| 2009–10  | MEM    | 80   | 80  | 39.7 | .466 | .327 | .752 | 5.9 | 1.9 | 1.5 | .8  | 19.6 |
| 2010–11  | MEM    | 54   | 54  | 39.9 | .471 | .396 | .805 | 6.2 | 2.8 | 1.7 | 1.1 | 19.8 |
| 2011–12  | MEM    | 65   | 65  | 37.3 | .455 | .312 | .791 | 6.4 | 2.3 | 1.5 | .8  | 19.0 |
| 2012–13  | MEM    | 42   | 42  | 36.7 | .408 | .310 | .776 | 5.9 | 2.6 | 1.3 | .7  | 17.2 |
| 2012–13  | TOR    | 33   | 32  | 34.7 | .425 | .336 | .856 | 6.4 | 2.8 | 1.7 | .7  | 19.5 |
| 2013–14  | TOR    | 18   | 18  | 35.5 | .388 | .373 | .773 | 7.4 | 2.2 | 1.6 | 1.3 | 19.4 |
| 2013–14  | SAC    | 55   | 55  | 34.4 | .482 | .312 | .836 | 5.5 | 3.1 | 1.2 | .6  | 20.1 |
| 2014–15  | SAC    | 68   | 67  | 35.4 | .455 | .359 | .858 | 5.9 | 3.7 | 1.0 | .6  | 21.1 |
| 2015–16  | SAC    | 70   | 70  | 34.0 | .463 | .344 | .780 | 6.5 | 1.7 | 1.4 | .7  | 17.2 |
| 2016–17  | SAC    | 30   | 30  | 33.8 | .455 | .372 | .855 | 6.3 | 2.7 | 1.5 | .9  | 18.7 |
| 2017–18  | SAS    | 57   | 6   | 21.6 | .471 | .314 | .772 | 5.1 | 1.3 | .8  | .7  | 11.5 |
| 2018–19  | SAS    | 69   | 51  | 26.7 | .504 | .402 | .816 | 6.8 | 2.6 | .8  | .5  | 13.7 |
| 2019–20  | SAS    | 67   | 5   | 21.8 | .466 | .336 | .882 | 5.4 | 1.7 | .5  | .5  | 10.8 |
| 2020–21  | SAS    | 63   | 1   | 21.6 | .420 | .381 | .804 | 4.8 | 1.4 | .7  | .6  | 11.4 |
| Career   | Career | 1009 | 778 | 32.4 | .454 | .350 | .799 | 5.8 | 2.1 | 1.2 | .8  | 16.8 |

### プレーオフ
| シーズン | チーム                   | GP | GS | MPG  | FG%  | 3P%  | FT%  | RPG | APG | SPG | BPG | PPG  |
| -------- | ------------------------ | -- | -- | ---- | ---- | ---- | ---- | --- | --- | --- | --- | ---- |
| 2011     | メンフィス・グリズリーズ | 0  |    |      |      |      |      |     |     |     |     |      |
| 2012     | メンフィス・グリズリーズ | 7  | 7  | 39.9 | .421 | .211 | .825 | 6.6 | 1.4 | 1.3 | .3  | 19.0 |
| 2018     | サンアントニオ・スパーズ | 5  | 4  | 32.0 | .400 | .222 | .556 | 5.6 | 2.2 | 1.6 | .2  | 12.2 |
| 2019     | サンアントニオ・スパーズ | 7  | 0  | 25.6 | .400 | .421 | .824 | 7.1 | 1.7 | .4  | .7  | 11.1 |
| Career   | Career                   | 19 | 11 | 32.5 | .410 | .286 | .788 | 6.5 | 1.7 | 1.1 | .4  | 14.3 |